# Префектура Окајама
Окајама (Јапански:岡山県; Okayama-ken) је префектура у Јапану која се налази у региону Чугоку на острву Хоншу. Главни град је Окајама.
Налази се на јужној обали јужног дела острва Хоншу а, простире се и у унутрашњост. Налази се у чихоу Чугоку.
Организована је у 10 округа и 27 општина. ИСО код за ову покрајину је ЈП-33.
Према званичним подацима, 1. јануара 2012. у овој је префектури живело 1.940.411 становника.
Симболи ове префектуре су цвет крушке (Prunus persica var. vulgaris), дрво јапанског црвеног бора (Pinus densiflora) и птица мала кукавица (Cuculus poliocephalus).